# Басівщина
Басі́вщина —   село в Україні, у Лебединській міській громаді Сумського району Сумської області. Населення становить 6 осіб. До 2020 орган місцевого самоврядування — Ворожбянська сільська рада.

## Географія
Село Басівщина знаходиться на лівому березі річки Ворожба, яка через 17 км впадає в річку Псел. На відстані до 1,5 км розташовані села Хилькове, Червоне і Ворожба.

## Історія
12 червня 2020 року, відповідно до Розпорядження Кабінету Міністрів України № 723-р «Про визначення адміністративних центрів та затвердження територій територіальних громад Сумської області» увійшло до складу Лебединської міської територіальної громади.
19 липня 2020 року, після ліквідації Лебединського району, село увійшло до Сумського району.